# Salacia orientalis
Salacia orientalis är en benvedsväxtart som beskrevs av Norman Keith Bonner Robson. Salacia orientalis ingår i släktet Salacia och familjen Celastraceae. Inga underarter finns listade.